# Javier Zanetti
Javier Adelmar Zanetti (Buenos Aires, 10 de agosto de 1973) é um ex-futebolista argentino que atuava como lateral e meio-campista. Atualmente ocupa a função de vice-presidente da Internazionale.
Foi revelado pelo Talleres RE em 1992. Em 1993 foi contratado pelo Banfield. Após boa passagem pelo Banfield, teve sua grande chance de aparecer para o futebol mundial em 1995, quando foi contratado pela Internazionale. Zanetti se tornou um líder e um dos maiores ídolos da equipe em todos os tempos, conquistando 16 títulos coletivos em quase 20 anos de Internazionale.
Sua primeira convocação para a Seleção Argentina ocorreu em 1994, quando ainda jogava no seu país de origem. Javier Zanetti era conhecido pela sua regularidade em campo, extrema classe, domínio de bola, ótima visão de jogo, resistência e velocidade, além de ser um líder nato, sempre orientando seus companheiros de equipe, com sua braçadeira de capitão no braço.

## Carreira

### Talleres
Zanetti, após ter sido rejeitado pelo Independiente ainda nas divisões de base, assinou pelo Talleres de Remedios de Escalada, uma equipe da segunda divisão na época, mas em 1993 mudou-se para a Primeira Divisão Argentina, no clube Banfield.

### Banfield
Zanetti estreou no Banfield em 12 de setembro de 1993, com 20 anos de idade. Sua primeira partida foi em casa contra o River Plate. Marcou seu primeiro gol 17 dias depois, contra o Newell's Old Boys em uma partida que terminou com empate em 1-1. Seu excelente desempenho no Banfield fez com que ganhasse popularidade dos fãs do El taladro e também lhe rendeu uma convocação para a seleção nacional. Os gigantes da Argentina River Plate e Boca Juniors tentaram sua contratação, mas Zanetti decidiu permanecer por mais um ano no clube. Em 1995, juntamente com o colega argentino Sebastián Rambert, se transferiu para a Internazionale da Itália.

### Internazionale

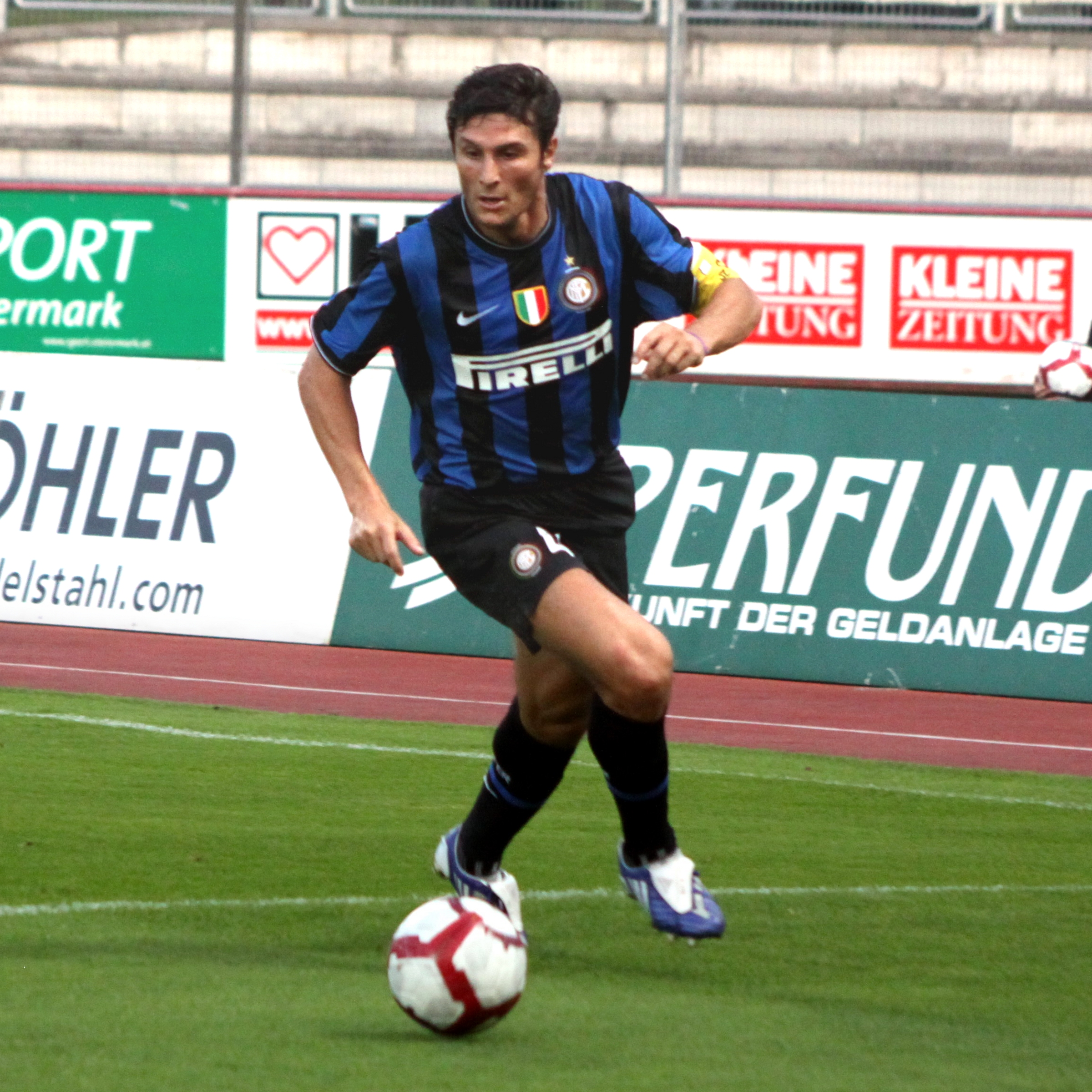
Zanetti é o jogador que mais vezes defendeu a camisa da Inter, com 858 partidas pelo clube italiano.

Ele fez sua estreia pela Inter em 27 agosto de 1995 em Milão contra o Vicenza. Ao longo de sua permanência no clube, ele conquistou dezesseis troféus: a Taça UEFA em 1998 - neste marcando o segundo gol para a final com um remate fora da área penal -, o 2005, 2006 e 2010, Copa da Itália, de 2005, 2006, 2008 e 2010 Super Copa da Itália, os títulos nacionais de 2005-2006, 2006-2007, 2007-2008, 2008-2009 e 2009-2010 e de 2009-10 da UEFA Champions League. Em 2010, Zanetti se tornou o primeiro jogador atuando como capitão de clube italiano a ganhar um triplo Scudetto, Copa Itália e Liga dos Campeões da UEFA.
As qualidades de Zanetti lhe valeram o respeito dentro e fora do campo. Ele foi muitas vezes criticado por ter sido muito suave em campo, mas compensava sendo um dos jogadores mais consistentes, e de confiança da Inter de Milão. Como tal, foi recompensado com a capitania do clube, assumindo o lugar do lendário defensor Giuseppe Bergomi. Fez parte da equipe por 18 temporadas e com mais de 800 jogos pela Inter de Milão , tendo ultrapassado outro baluarte da equipe, Bergomi, com impressionantes 758 partidas pela Inter de Milão. Para os torcedores da Inter, Zanetti é um dos maiores jogadores que já usaram as cores do time. Ele comemorou o jogo de número 600 em grande estilo com uma vitória por 1-0 sobre o Lecce, recém-promovido. Minutos antes da partida, ele foi presenteado com uma placa comemorativa pelo vice-capitão Iván Córdoba para marcar a ocasião especial.
Desde a chegada de Maicon no início da temporada 2006-07, Zanetti foi deslocado da sua posição de volta no meio-campo e lateral-esquerdo.  Ele terminou uma seca de gols de 4 anos, quando ele marcou em 05 de novembro de 2006 em uma partida em casa contra o Ascoli, previamente marcado em 06 de novembro de 2002 em uma partida fora de casa contra o Empoli. Em 27 de setembro de 2006, contra o Bayern de Munique, Zanetti jogou o seu jogo de número 500 com a camisa da Inter e em 22 de novembro de 2006, ele apareceu em seu jogo 100 da UEFA contra o Sporting Clube de Portugal.
Entre 2009 e 2014 Zanetti não recebeu um único cartão vermelho. A última vez que ele foi expulso foi em 17 de Fevereiro de 2009, em um jogo de Taça de Itália contra o Parma.[carece de fontes?]
Embora Zanetti é mais frequentemente classificado como um defensor, que jogou no meio-campo para a maioria da primeira metade da temporada 2008-09.
A temporada 2009-10 começou bem para Zanetti e a Inter, especialmente depois de uma goleada de 4-0 no Derby della Madonnina contra o rival Milan. Na partida contra o Genoa, em 17 de outubro, ele começou o contra-ataque que levou ao segundo gol da Inter. Em 24 de outubro, ele chegou ao recorde de Giacinto Facchetti de 476 partidas na Serie A quando ele iniciou o jogo contra o Catania, que terminou com uma vitória por 2-1 para os Nerazzurri. Ele também detém um recorde do clube de 149 aparições consecutivas. A Inter venceu por 2-0 a final da Liga dos Campeões da UEFA daquela temporada contra o Bayern de Munique, jogo realizado em 22 de maio de 2010, a 700ª partida de Zanetti no clube.
Em 03 de dezembro de 2011, contra a Udinese, foi expulso pela primeira vez jogando pela Serie A, após tomar o segundo cartão amarelo por ter feito um pênalti. A outra expulsão que ele teve em toda sua passagem na Itália fora em 1999, contra o Parma, pela Copa da Itália.
No dia 23 de agosto de 2012, chegou a 800ª partida pela Internazionale, em jogo contra o Vaslui, da Romênia, válido pela fase de classificação para a fase de grupos da Liga Europa 2012-13. Zanetti ganhou uma braçadeira de capitão personalizada e uma camisa com o número 800 em destaque.

### Aposentadoria
Em abril de 2014, anunciou sua aposentadoria ao final da temporada, depois de 19 anos na Internazionale, para fazer parte da diretoria do clube. Se aposentou após a derrota da Inter por 2-1 pelo Chievo Verona, em 18 de maio de 2014. Em sua homenagem a Inter decidiu aposentar o número 4, utilizado pelo defensor.

### Seleção Argentina

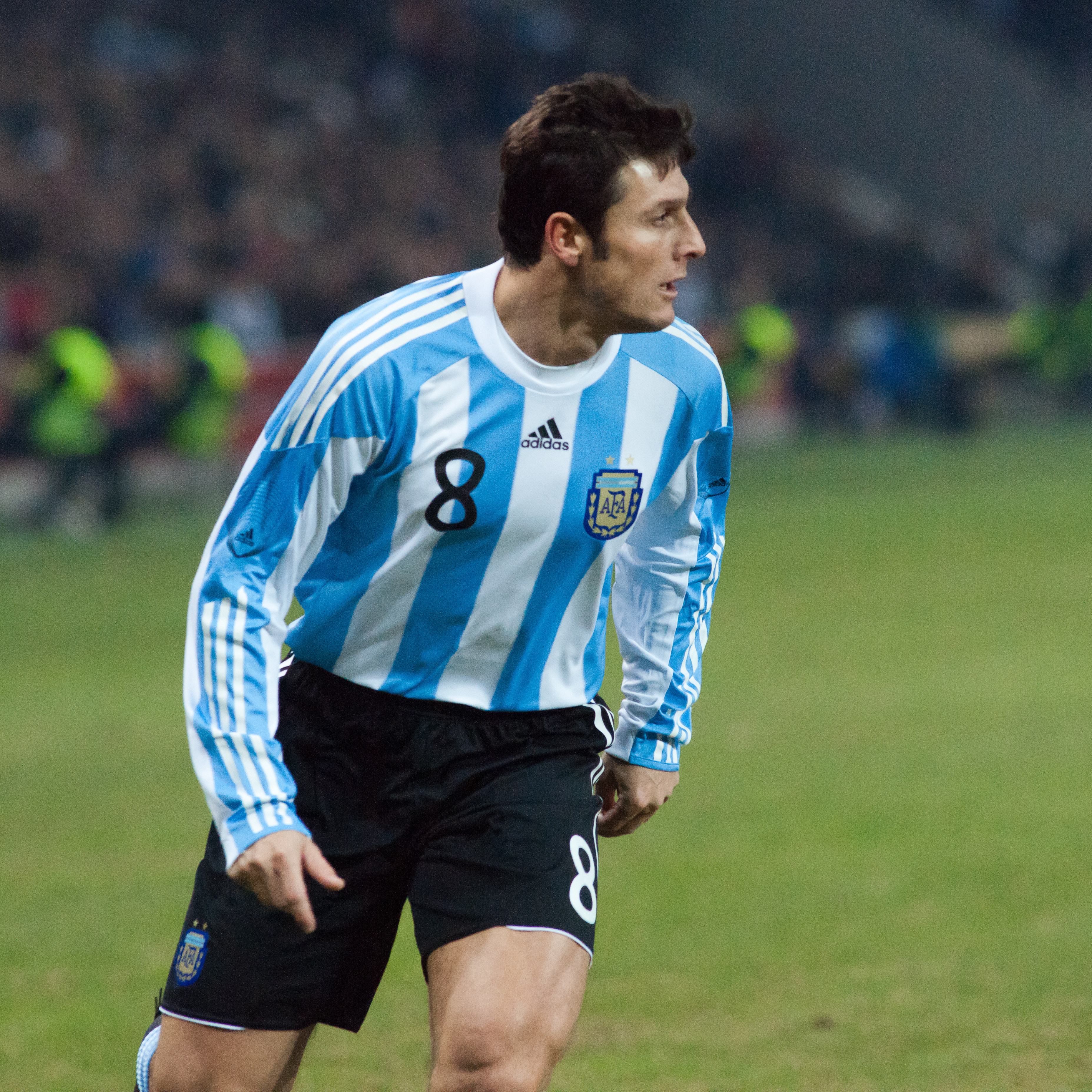
Zanetti foi eleito o melhor lateral-direito da história da Seleção Argentina, pela própria AFA.

Zanetti foi convocado pela primeira vez para a Seleção Argentina e estreou em 16 de Novembro de 1994 contra o Chile com o técnico Daniel Passarella. Ele já representou seu país nas Copas do Mundo de 1998 e 2002. Ele também fez parte da equipe que conquistou a medalha de prata nos Jogos Olímpicos de Verão de 1996 em Atlanta. É o segundo jogador com mais jogos pela seleção com 145 partidas após Javier Mascherano ultrapassa-lo em 2018
Em 1998 na Copa do Mundo da França, Zanetti fez uma cobrança de falta magnifica na partida contra a Inglaterra, empatando o jogo em 2-2. A Argentina ganhou de 4-3 nos pênaltis, mas perdeu a partida das quartas-de-final para a Holanda.
Zanetti jogou a Copa do Mundo de 2002. No entanto, a Argentina sequer ultrapassou a fase de grupos.
Zanetti ajudou a Argentina a chegar a final da Copa das Confederações em 2005, perdendo a final para o Brasil de Ronaldinho Gaúcho, após ter feito seu jogo de número 100 pela seleção na semi-final contra o México em 26 de Junho de 2005, no qual ganhou o prêmio de homem do jogo.
Depois de ter feito parte da equipe durante a fase de classificação, Zanetti não foi convocado para a Copa do Mundo de 2006 pelo técnico José Pekerman, numa decisão controversa. Em vez disso, Lionel Scaloni foi convocado.
Com novo treinador, Alfio Basile, Zanetti foi chamado para um amistoso contra a França, em 7 de fevereiro de 2007. Ele jogou de forma brilhante e ajudou Javier Saviola para marcar o único gol do jogo que deu a Argentina, a primeira vitória sob gestão de Basile. Nesse mesmo ano, Zanetti foi vice-capitão da Seleção Argentina para a Copa América de 2007.
Em abril de 2007, Zanetti foi presenteado com o Prêmio Nacional Prisco Giuseppe. Desde a aposentadoria de Roberto Ayala, Zanetti se tornou capitão da seleção. Em um jogo de eliminatórias da Copa do Mundo contra a Bolívia em 17 de novembro de 2007, ele se tornou o jogador que mais atuou pela Argentina.
Zanetti permaneceu regular com um novo técnico Diego Maradona, apesar do volante Javier Mascherano ter assumido como capitão, a pedido de Maradona. Apesar de seu heroísmo na Liga dos Campeões, Maradona não chamou Zanetti e seu companheiro de equipe Esteban Cambiasso para a Seleção Argentina para a Copa do Mundo 2010, este ato foi duramente criticado por especialistas de futebol, não só da América do Sul mas também da Europa. Ele mostrou estar inconsolável e não ter entendido o porquê da decisão do treinador.
Em 20 de agosto de 2010 a Argentina com novo técnico Sergio Batista convocou Javier Zanetti para um amistoso contra a Espanha jogou na terça-feira 7 setembro de 2010 onde junto com Gabriel Batistuta foram premiados pela Associação Argentina de Futebol por sua carreira notável. Ele foi chamado novamente para o amistoso contra o Japão, em Saitama, de outubro de 2010, mas perdeu a vaga na última hora, devido a lesão.

### Dirigente
Após se aposentar, em 2014 foi nomeado vice-presidente da Inter de Milão por Erick Thohir, então presidente do clube. 
Na temporada 2020-2021, conquistou seu primeiro Scudetto como dirigente do clube nerazzurri.

## Títulos
Internazionale
- Copa da UEFA: 1997–98
- Copa da Itália: 2004–05, 2005–06, 2009–10 e 2010–11
- Supercopa da Itália: 2005, 2006, 2008 e 2010
- Serie A: 2005–06, 2006–07, 2007–08, 2008–09 e 2009–10
- Liga dos Campeões da UEFA: 2009–10
- Mundial de Clubes da FIFA: 2010

Seleção Argentina
- Jogos Pan-Americanos: Ouro em 1995

Seleção Argentina Sub-23
- Jogos Olímpicos: Prata em 1996

### Prêmios Individuais
- FIFA 100: 2004
- Pallone d'Argento: 2002
- FIFA World XI: 2005, 2008 e 2010

### Honras e Homenagens
- Lendas do Golden Foot: 2011
- Camisa Aposentada na Internazionale: 2014
- Seleção Argentina de Todos os Tempos: 2016
- IFFHS ALL TIME ARGENTINA MEN'S DREAM TEAM[12]